# Стив Возняк
Стивън Гари „Воз“ Возняк (на английски: Stephen Gary Wozniak) е американски компютърен инженер и програмист, съучредител на Apple Computer, Inc. (сега Apple Inc.) заедно със Стив Джобс и Роналд Уейн.
Неговите изобретения и машини са допринесли значително за „революцията“ на персоналните компютри през 70-те години на 20. век. Возняк създава фамилиите от компютри Apple I и Apple II.
Возняк има няколко прякора – „The Woz“, „Wonderful Wizard of Woz“ и „iWoz“ (препратка към вездесъщата схема за именуване на Apple продукти). „WoZ“ (съкратено от „Wheels of Zeus“) е също име на компания създадена от Возняк. Той също е известен като „Другия Стив“ от Apple Computer (по-известният Стив бидейки съоснователя на Apple Стив Джобс).

## Apple Computer

### Произходът на Apple
През 1970 г. Возняк се запознава със Стив Джобс по време на лятна командировка, през която Возняк работи върху голям мейнфрейм компютър. Според автобиографията на Возняк iWoz, Джобс е имал идеята да продава компютъра като напълно готов сглобен продукт – PC board. Возняк отначало е скептично настроен към тази идея, но Джобс го убеждава, че дори и да се провалят, поне могат да се похвалят на внуците си, че са имали собствена компания. Заедно те продават част от имуществото си (HP калкулатора на Возняк и Volkswagen-а на Джобс), като така успяват да съберат 1300 долара и да асемблират първите прототипи в спалнята на Джобс и впоследствие (когато не е останало свободно място) в гаража на Джобс. Апартаментът на Возняк в Сан Хосе е бил пълен с монитори и електронни устройства, като Возняк е създал няколко компютърни игри подобни на „SuperPong“. Возняк често носел със себе си нови електронни устройства, с които забавлявал хората наоколо.
През 1975 г. Возняк се отказва от следването си в Калифорнийския университет в Бъркли (впоследствие се връща там за да завърши бакалавърската си степен по електроника, което става през 1986 г. под псевдонима Стив Гари) и се появява с компютъра, който го прави известен. Въпреки това, той е работел главно за да впечатли хората от хоби клуба по електроника в Пало Алто, известен като Homebrew Computer Club.
На 1 април 1976 г. Джобс и Возняк основават Apple Computer. Возняк напуска работата си в Hewlett-Packard и става вицепрезидент, който отговаря за новите технологии в Apple. Първият продукт на компанията, компютърът Apple I, е подобен на Altair 8800, който по това време е първият комерсиално достъпен персонален компютър, с изключение на факта, че Apple I не е имал възможността да бъде разширяван с допълнителни вътрешни платки. С помощта на такива платки Altair е можел да бъде свързан към терминал и програмиран на BASIC. Apple I е бил чисто хобистка машина с процесор който е струвал 25 долара (MOS 6502), монтиран на една платка с 256 байта памет само за четене ROM, 4 kB или 8 kB RAM и видеоконтролер с разделителна способност 40 символа на 24 реда. Компютърът не е имал кутия, захранване, клавиатура и дисплей, а потребителят е трябвало да ги намери сам. Цената на Apple I е била $666.66 (Возняк по-късно заявява, че не имал за цел препратка към числото на дявола). Джобс и Возняк продават първите си 100 компютъра на Пол Терел, който току-що е стартирал магазин за компютри наречен „the Byte Shop“ в Маунтин Вю. Терел купил само дънната платка от Apple I, като е трябвало да си набави клавиатура, монитор, захранване и дори кутията, в която трябва да се сложи компютъра.
Това дава на Возняк време да се фокусира върху недостатъците на Apple I и да добави нова функционалност към него. Неговият нов дизайн запазва най-важните характеристики на Apple I: простота и практичност. Возняк представя графика с висока резолюция в компютъра Apple II. Компютърът му вече може да показва и картини, а не само букви: „Скочих към високата резолюция. Това бяха само два чипа. Не знаех, че хората ще го използват.“ През 1978 г. той създава и евтин флопи диск контролер – floppy-disk drive. Той и Ранди Уигинтън написват проста дискова операционна система. Shepardson Microsystems сключват договор за създаване на проста операционна система с текстов интерфейс за дисковата операционна система на Возняк и Ранди.
Освен че създава хардуера на Apple I, Возняк написва и повечето софтуер в компютъра. Возняк създава интерпретатор на BASIC с 16-битов набор от инструкции, познат като SWEET 16, играта Breakout, която станава причина за добавянето на звук към компютъра, кода необходим за контролиране на дисковите устройства и още много други.
През 1980 г. Apple става публична компания и превръща Возняк и Джобс в мултимилионери. Обаче, Джобс отказва да даде акции от компанията на някои от служителите, при което Возняк решава да сподели част от своя капитал вложен по време на основаването на компанията с другите хора от екипа, като им предоставя тези акции безплатно или на много ниска цена, която не отговаря изобщо на текущите пазарни условия (така наречения „План на Воз“ – „The Woz Plan“.)

### Самолетен инцидент
През февруари 1981 г., Стив Возняк се разбива със своя самолет Beechcraft Bonanza, докато излита от летище в Скотс Вали. Американската агенция NTSB разследва случая и заключава, че Возняк не е имал необходимата квалификация да управлява този самолет, а също няма и необходимия опит за управлението на такъв вид самолети. Причината за катастрофата е била определена като „твърде ранно излитане и загуба на скорост с последвало разбиване в края на пистата“. Като последствие от инцидента Возняк получава ретроградна амнезия и временна антероградна амнезия. Той не е имал никакъв спомен за инцидента и дори не е разбрал, че е участвал в разбиване на самолет. Освен това, Стив не си спомнял престоя си в болницата или нещата, които е правил, след като е бил освободен от болницата. Води предишния си начин на живот (с изключение на летенето), но не успява да си спомни какво се случило по време на инцидента. Случвало се е да влезе в някоя стая и да не помни защо е там или кой ден от седмицата е. Ходил да работи в неделя и си е седял вкъщи в сряда, мислейки че е края на седмицата. Започнал е да събира парчетата от пъзела с помощта на това, което му казват другите хора. Питал е приятелката си, Кандис Кларк (която работи в Apple през ранните години на компанията), дали е претърпял някакъв инцидент. Когато тя му разказала за инцидента, неговата кратковременна памет била възстановена. Возняк също споменава компютърните игри за Apple II, които са му помогнали да възстанови кратковременната си памет и загубените спомени. Возняк и Кларк се събират малко по-късно през същата година.

### Край на работата в Apple
След катастрофата Возняк не се връща веднага в Apple. Вместо това, той се жени за Кларк и се завръща в Калифорнийския университет в Бъркли под името „Роки Ракуун Кларк“ (Роки е името на кучето му, а Кларк моминското име на жена му), като най-накрая завършва бакалавърската си степен през 1986 г. През май 1982 г. и през 1983 г. Возняк спонсорира два фестивала в чест на еволюиращите технологии, които завършват като технологични изложби, и рок фестивал, който е комбинация от музика, компютри, телевизия и личности.
През 1983 г. решава да се завърне в сектора за разработка на продукти на Apple, но нежелаещ да прави друго, освен да бъде инженер и мотивационен фактор за работната сила в компанията.
Возняк окончателно приключва работата си в Apple на 6 февруари 1987 г., 12 години след създаването на компанията. Той остава на служба в Apple, въпреки че вече не се води на работа там и притежава част от акциите на компанията. Също така Возняк поддържа контакт със Стив Джобс до самия край на живота му.

## Кариера след Apple
Возняк създава нова компания, наречена CL 9, която създава и пуска на пазара през 1987 г. първото универсално дистанционно устройство. Освен това Возняк преподава и на ученици от 5. клас.
През 2001 г. Возняк става един от създателите на Wheels of Zeus (WoZ) – фирма, която създава безжична GPS технология, целяща „да помага на обикновените хора да намират обикновени неща“. През 2002 г. Возняк се присъединява към борда на директорите на Ripcord Networks, Inc., заедно с още няколко бивши възпитаници на Apple. Целта – да създадат нова телекомуникационна компания. По-късно същата година става част от борда на директорите на Danger, Inc.
През 2006 г. Wheels of Zeus е затворена и Возняк създава Acquicor Technology – компания, предназначена за купуване на други компании, които притежават технологии. Заедно с възпитаниците на Apple Елън Ханкок и Гил Амелио развиват технологиите, които са успели да закупят.
През септември 2006 г. Возняк публикува своята автобиография – iWoz: From Computer Geek to Cult Icon: How I Invented the Personal Computer, Co-Founded Apple, and Had Fun Doing It. Автобиографията е създадена в съавторство с Джина Смит.
През март 2006 г. Возняк посещава FIRST – състезание в Атланта, където показва роботи Lego.
През февруари 2009 г. Стив Возняк се присъединява като учен към Fusion-io – компания за съхранение на данни и предоставяне на сървъри, базирана в Солт Лейк Сити, Юта.

### Филантропия
След като напуска Apple, Возняк предоставя всичките си пари и технически познания на програма за технологии, базирана в училището, което той е завършил. Un.U.Son. (Unite Us In Song) е организация, създадена от Возняк с цел да организира фестивали в САЩ и се занимава с поддържането на образователните и филантропските проекти на Воз. През 1986 г. Возняк дава името си на наградите Stephen G. Wozniak Achievement Awards (известни още като Wozzie Awards). Тези награди са за ученици и студенти, които намират иновативни начини за приложение на компютрите в областта на бизнеса, изкуството и музиката.

### Отличия и награди
Возняк е награден с Национален медал в областта на технологиите и иновациите през 1985 г. от президента Роналд Рейгън. През декември 1989 г. получава степен „доктор на инженерните науки“ от Колорадския университет в Боулдър, където е учил в края на 1960-те години. По-късно дарява пари за създаването на „Woz Lab“ в същия университет. През 1997 г. става сътрудник към Музея на компютърната история в Маунтин Вю. Возняк е ключова фигура при създаването на Музея за детски открития в Сан Хосе (улицата пред музея е наречена „Woz Way“ в негова чест).
През септември 2000 г. Возняк е включен в Залата на славата на изобретателите.
През декември 2005 г. Возняк е получава степен „доктор по инженерни науки“ от Кетерингския университет във Флинт, Мичиган.

### Патенти
Возняк е записан като собственик на следните патенти:
- US Patent No. 4,136,359 – „Microcomputer for use with video display“[14], за който е включен в Залата на славата на изобретателите;
- US Patent No. 4,210,959 – „Controller for magnetic disc, recorder, or the like“;
- US Patent No. 4,217,604 – „Apparatus for digitally controlling pal color display“;
- US Patent No. 4,278,972 – „Digitally-controlled color signal generation means for use with display“.